# Dzirciems
Dzirciems es un barrio de la ciudad de Riga, Letonia.

## Superficie
Posee una superficie de 2,444 kilómetros cuadrados (244,4 hectáreas).

## Población
Hasta 2021 presentaba una población de 11 109 habitantes, con una densidad de población de 4545,4 habitantes por kilómetro cuadrado.

## Transporte

### Rutas
- Autobús: 3, 4, 13, 21, 30, 37, 38, 39, 41, 46, 54.[1]
- Trolebús: 9, 25.[1]
- Tranvía: 1, 2, 5.[1]
- Autobús expreso: 338, 346, 370.[1]